# Pasar Gunung Tua
Pasar Gunung Tua is een bestuurslaag in het regentschap Padang Lawas Utara van de provincie Noord-Sumatra, Indonesië. Pasar Gunung Tua telt 12.333 inwoners (volkstelling 2010).